# Petar Pušić
Petar Pušić (* 25. Januar 1999 in Schaffhausen) ist ein Schweizer Fussballspieler kroatischer Abstammung. Er steht bei NK Osijek unter Vertrag und war Juniorennationalspieler der Schweiz.

## Karriere

### Verein
Petar Pušić, dessen Eltern aus Kroatien kommen, wurde in Schaffhausen geboren und begann mit dem Fußballspielen beim ortsansässigen Sporting Club Schaffhausen, bevor er zum FC Schaffhausen wechselte. Nach drei Jahren zog es ihn in die Fussballakademie des Grasshopper Club Zürich. Dort durchlief Pušić diverse Jugendmannschaften, bevor er am 11. Februar 2017 im Alter von 18 Jahren sein Debüt als Profi in der Schweizer Super League gab, als er bei der 0:3-Niederlage im Auswärtsspiel am 20. Spieltag der Saison 2016/17 gegen den FC Lugano eingesetzt wurde. Sein erstes Tor gelang ihm am 24. September 2017 beim 3:0-Auswärtssieg am neunten Spieltag der Saison 2017/18, erneut gegen den FC Lugano. In seinen ersten zwei Jahren spielte Petar Pušić regelmässig, gehörte allerdings nicht immer zur Startelf. Zum Ende der Saison 2018/19 folgte der Abstieg in die Challenge League. Sein Durchbruch gelang ihm in der Saison 2019/20. Dabei spielte er in 29 Partien, schoss vier Tore und gab zudem elf Torvorlagen. In dieser Spielzeit wurde Pušić abwechselnd als rechter Mittelfeldspieler, als linker Mittelfeldspieler und als offensiver Mittelfeldspieler eingesetzt, überwiegend jedoch als rechter Mittelfeldspieler. Auch in der Saison 2020/21 war dies der Fall. In jener Spielzeit verpasste er kein Ligaspiel und kam so auf 36 Partien in der Challenge League, in denen er neun Tore erzielte. Die Mannschaft stieg schlussendlich als Tabellenerster in die Super League auf.
Im Juni 2023 verkündete er seinen Abschied vom Grasshopper Club. Anfang Juli 2023 wechselte er daraufhin nach Kroatien zu NK Osijek.

### Nationalmannschaft
Petar Pušić war Schweizer Juniorennationalspieler und durchlief diverse Jugendauswahlmannschaften der Schweizer. Bei der U21-Europameisterschaft 2021 in Ungarn und Slowenien, die zweigeteilt war – die Gruppenphase fand im März 2021 statt, die Endrunde vom 31. Mai bis zum 6. Juni 2021 – gehörte er zum Kader der Schweizer U21-Nationalmannschaft. Dort schied die Schweiz nach der Gruppenphase aus, wobei Pušić lediglich im zweiten Spiel – ausgerechnet gegen Kroatien – zum Einsatz kam.